# 柯里 (明尼蘇達州)
柯里（英語：Currie）是一個位於美國明尼蘇達州莫雷縣的城市。

## 歷史
柯里的郵局自1874年營運至今。此地得名自當地麵粉廠擁有者尼爾‧柯里（Neil Currie）和阿奇博爾德·柯里（Archibald Currie）。

## 人口
根據2020年美國人口普查的數據，柯里的面積為1.43平方千米，皆為陸地。當地共有人口224人，而人口密度為每平方千米157人。